# Centerfrekvens

Centerfrekvens är en term inom analog och digital design av bandpassfilter och bandspärrfilter. Termen betecknar den frekvens som ligger vid den geometriska mitten av de två brytfrekvenserna, det vill säga att kvoten mellan centerfrekvens och den enda brytfrekvensen skall vara samma som kvoten mellan den andra brytfrekvensen och centerfrekvensen.